# Marga Klompé
Margaretha Albertina Maria (Marga) Klompé, née le 16 août 1912 à Arnhem (Pays-Bas) et morte le 28 octobre 1986 à La Haye (Pays-Bas), est une femme politique néerlandaise du Parti populaire catholique (KVP). En 1956, elle devient la première femme ministre des Pays-Bas. Elle est aussi la première femme à recevoir le titre honorifique de ministre d'État en 1971.
Marga Klompé a eu un rôle important dans la mise en place de l'État-providence aux Pays-Bas. Elle a rédigé la loi générale sur l'assistance sociale (Algemene bijstandswet) de 1965, qui garantit les moyens de subsistance aux Néerlandais. Pour cette raison, elle a été incluse dans le Canon historique des Pays-Bas.

## Biographie

### Formation
Marga naît d'un père papetier et d'une mère d'origine allemande. Elle est la deuxième d'une fratrie de cinq enfants. Son père est frappé de graves problèmes psychologiques et sa famille sombre dans la pauvreté. Sa mère doit donc s'occuper de son éducation seule, mais parvient à l'envoyer à l'université. Marga étudie la chimie à l'université d'Utrecht  de 1929 à 1937, puis obtient un doctorat en mathématiques et physique en 1941. En 1942, alors âgée de trente ans, elle étudie la médecine lorsque l'université est fermée. De 1932 à 1949, elle enseigne la chimie.
Vers sa vingtième année, Marga Klompé traverse une crise de la foi. L'apologétique de son éducation ne lui permet pas de prendre en compte les connaissances acquises pendant ses études à l'université d'Utrecht. Elle rejoint l'association étudiante catholique CS Veritas. Elle a vécu en dehors de l'Église pendant plusieurs années, mais finit par revenir à la foi catholique. Elle en ressort avec une foi profonde, mais conserve un respect durable pour les autres formes de foi.

### Seconde Guerre mondiale
Pendant la Seconde Guerre mondiale, elle participe à la résistance. Lors de l'invasion allemande de mai 1940, en tant que membre du Corps des femmes volontaires, elle participe à la bataille de Grebbeberg. Sous le pseudonyme Dr. Meerbergen, elle transmet des messages pour, entre autres, l'archevêque Johannes de Jong. Deux ans plus tard, elle devient vice-présidente de l'Union des femmes volontaires, fonction qu'elle occupera pendant dix ans. Sous le pseudonyme de Truus ter Aken, elle se cache à Otterlo et Apeldoorn. Après la libération d'Arnhem, au sein de l'Union des femmes volontaires, elle s'implique dans le renouveau de la vie publique de la ville.

### Début de carrière politique
En mai 1945, elle s'inscrit au Mouvement populaire néerlandais et envisage de devenir membre du PvdA après sa création. Cependant, elle trouve le parti trop dans la continuité de l'ancien SDAP et rejoint le Parti populaire catholique (KVP). En raison du manque de femmes dans le groupe parlementaire du KVP, elle fonde avec son amie Wally van Lanschot le Roomsch Katholiek Vrouwendispuut afin de mobiliser les femmes en politique. Cependant, Klompé ne se sentait pas féministe et s'intéresse peu au féminisme radical ultérieur de Dolle Mina. Elle reste présidente du Roomsch Katholiek Vrouwendispuut jusqu'en 1950 et, entre-temps, d'autres organisations de femmes font également appel à elle.
En 1947 elle fait partie de la délégation néerlandaise à l'Assemblée générale des Nations unies. Elle y est immédiatement remarquée par ses collègues catholiques Maan Sassen et Leo Beaufort. Ceux-ci la poussent à se présenter comme candidate à la Chambre des représentants. Elle se présente en position inéligible. Lorsque le 12 août 1948 Maan Sassen est nommé ministre des Territoires d'outre-mer, elle se voit attribuer le portefeuille de porte-parole pour les affaires étrangères. À ce titre, elle devient membre de l'Assemblée parlementaire du Conseil de l'Europe entre 1949 et 1956, et du Parlement de la CECA entre 1952 et 1956.
Aux élections législatives de 1952, elle est tête de liste du KVP dans plusieurs circonscriptions électorales, de même en 1963 et 1967.
En juillet 1953, Marga Klompé soumet un amendement au traité de la Communauté européenne de défense. L'amendement stipulait que d'autres accords découlant du traité devaient être soumis à la Chambre. Le traité n'entre finalement pas en vigueur en raison de l'opposition de la France.

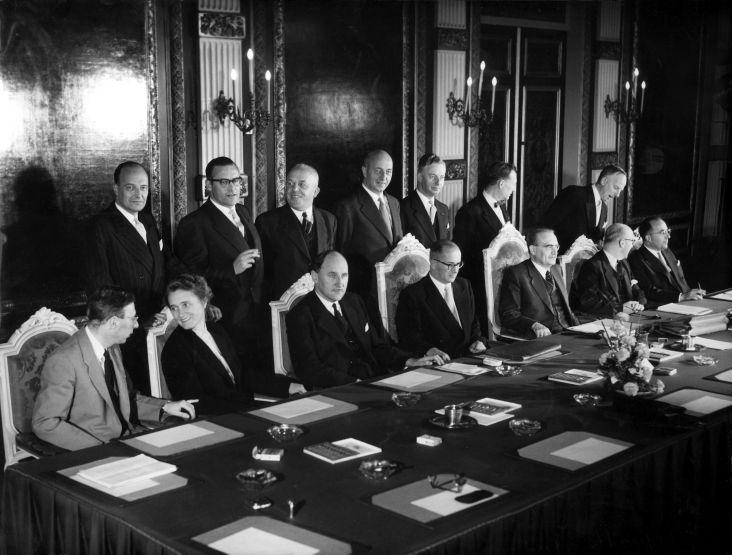
Le cabinet Drees III avec Marga Klompé, deuxième en partant de la gauche.

### Ministre des Affaires sociales

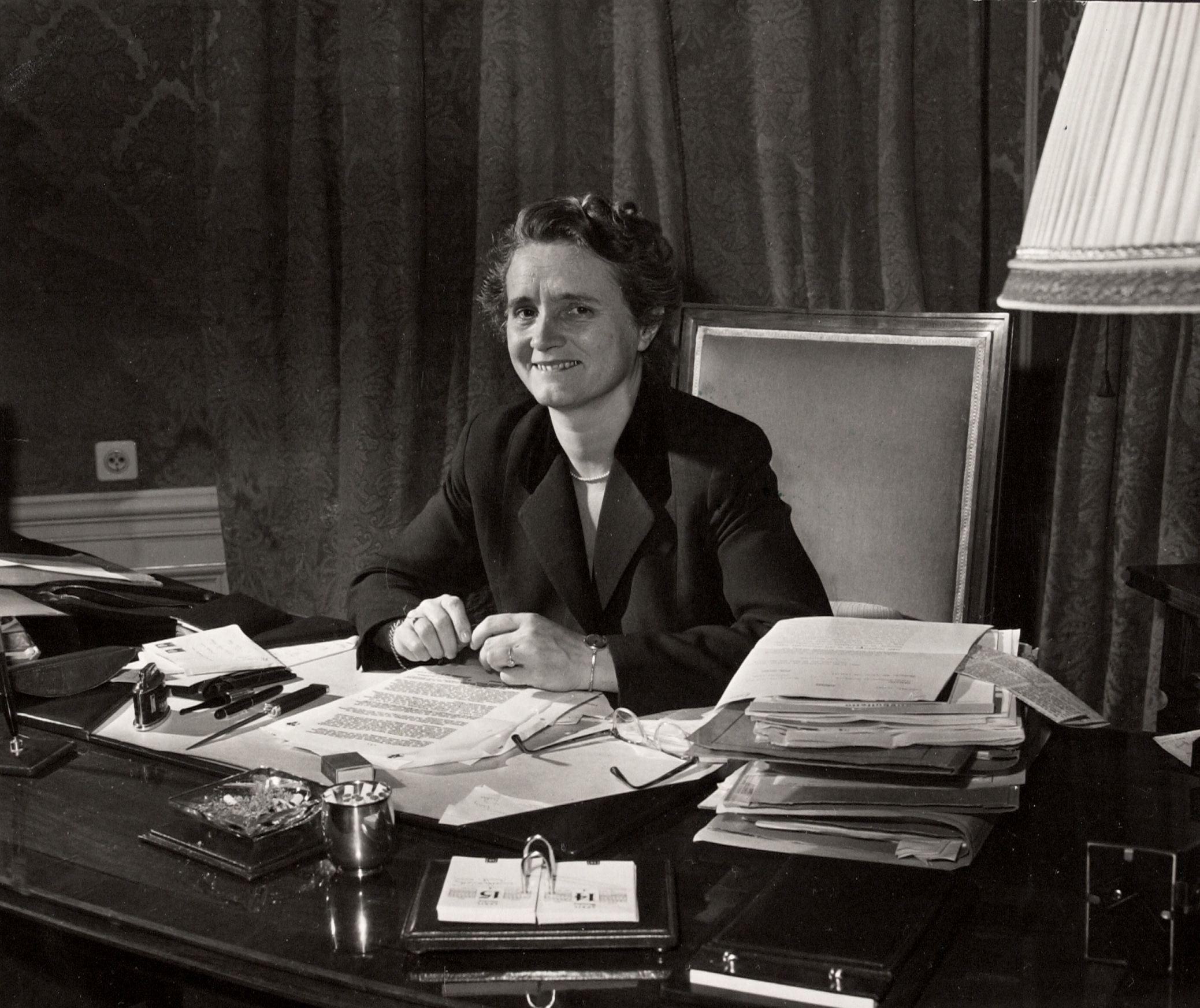
Marga Klompé à son bureau en 1958.

Le 13 octobre 1956, elle est nommée ministre des Affaires sociales (Maatschappelijk Werk), devenant ainsi la première femme ministre des Pays-Bas.

### 1963-1967
Après les élections législatives de 1963, Marga Klompé arrive en tête des sondages d'opinion aux côtés des ministres Jan de Quay et Joseph Luns. Malgré cette popularité, elle refuse de reprendre son poste de ministre. Vingt ans plus tard, elle déclare : « J'avais l'idée que j'avais des angles morts ».
Elle vote avec le reste de son parti la chute du cabinet Cals puis soutient Jelle Zijlstra comme nouveau Premier ministre. Dans le cabinet Zijlstra nouvellement formé, elle accepte le poste de ministre de la Culture, des Loisirs et des Affaires sociales, ce qui élargit ses compétences précédentes.

### Deuxième mandat de ministre
Le cabinet Zijlstra étant un gouvernement gérant les affaires courantes, il a peu d'ambition politique. Cependant, Klompé parvient à faire adopter la loi sur la radiodiffusion de 1967. La même année, elle est proposée par son parti comme possible Premier ministre, mais elle se considère comme  trop faible dans le domaine financier et économique. Elle conserve son ministère au sein du cabinet de Piet de Jong. Elle met fin à sa carrière politique en 1971.

### Dernières années
Peu de temps après avoir pris sa retraite de ministre, elle reçoit le titre honorifique de ministre d'État. Klompé s'est par la suite engagée dans l'Église et est devenue membre de la commission papale Justitia et Pax (Justice et Paix).
Au milieu des années 1980, elle tombe gravement malade, mais décide de continuer à travailler. Sa sœur Charlot a pris soin d'elle dans les derniers mois de sa vie. Marga Klompé est incinérée au crématorium Ockenburgh à La Haye. Ses cendres sont dispersées en mer du Nord.

## Récompenses
- Grand officier de l'ordre d'Orange-Nassau, 27 juillet 1963 ;
- Chevalier grand-croix de l'ordre d'Orange-Nassau, 17 juillet 1971 ;
- Croix du mérite de la Croix-Rouge néerlandaise (en) ;
- Docteur honoris causa de l'université catholique des sciences appliquées de Tilburg, 1982[3].

## Hommages
En 2012, à l'occasion des cent ans de sa naissance, un buste de Marga Klompé est dévoilé dans la Seconde Chambre des États généraux. À Utrecht, le pont Marga-Klompé construit en 2014 sur le Stadsbuitengracht est nommé en son honneur. Plusieurs rues des Pays-Bas portent son nom. Elle est choisie pour faire partie du Canon historique des Pays-Bas enseigné dans les écoles à partir de la réforme de 2020. Elle illustre la mise en place de l'État-providence.